# Киркова, Мария
Мария Киркова (болг. Мария Киркова; 2 января 1986, София) — болгарская горнолыжница.
Горнолыжным спортом занималась со школьных лет. Первых успехов добилась на юниорском и студенческом уровне. В январе 2002 года дебютировала на взрослых соревнованиях под эгидой FIS. В феврале 2003 17-летняя Киркова впервые выступила на горнолыжном чемпионате мира в Санкт-Морице.
Участница трёх Олимпийских игр (2006, 2010, 2014) чемпионата мира по лыжным видам FIS 2007. Знаменосец болгарской национальной сборной на ОИ в Сочи. Её высшим достижением на Олимпиадах является 33-е место в скоростном спуске в 2010 году.